# 二人のヴェネツィアの女性

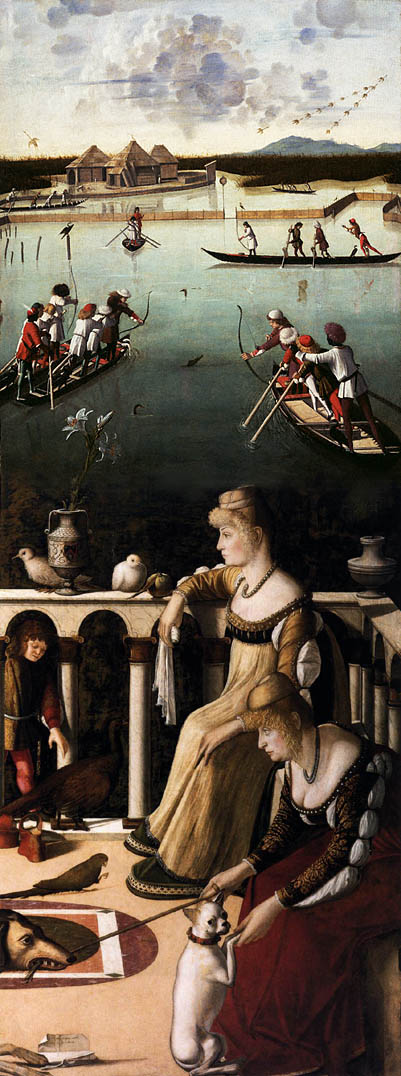
ラグーンでの狩猟と二人のヴェネツィアの女性 (再現)

『二人のヴェネツィアの女性』（ふたりのヴェネツィアのじょせい、伊:Due dame veneziane）は、イタリアのルネサンス期ヴェネツィア派の巨匠、ヴィットーレ・カルパッチョによる板上の油彩画である。ヴェネツィアのコッレール美術館に所蔵されている。
本来の4分の1のサイズであると考えられている本作は、1490年ごろに制作され、二人の知られていないヴェネツィアの女性を描いている。本作の上部には現在、『ラグーンでの狩猟』と呼ばれる部分 (J・ポール・ゲティ美術館所蔵) があったが、もう一つの一致する板絵は失われている。以前は二人のクルチザンヌを描いていると考えられていた。現代の美術史家は、素晴らしい衣服と真珠のネックレスによって示唆されるように、二人はおそらく貴族のトレッラ家の女性であると考えているが、当時の他の同様のヴェネツィア派絵画と同様に、学術的な議論が続いている。白いハンカチ、真珠、動物（ハトはヴィーナスの鳥）など、いくつかの事物は純潔の象徴である。左側のチョピン（靴底をコルクなどで厚くした高靴）に注意すべきである。
現在、ゲティ美術館にある別の油彩板絵は、1944年に書物に記され、出版されたが、これは本作の一部であり、本作の上にあったことが後でわかった。ラグーン (潟) 内の複数の舟を描いているが、ヴェネツィアのラグーンに遠征して、狩猟や鵜飼での漁業をした後に帰還する夫の帰りを待っている二人の女性を表しているというのが場面の意味であろう。この発見は、二つの断片的な板絵を比較する詳細な技術的分析によって検証された。これら二つの部分を組み合わせたものと同じサイズの別の板絵が左側にあったと思われる。おそらく二点の板絵は、ディプティク、または折れ戸やシャッターを形成すべく蝶番で結合されていた。ゲティの板絵には、裏側に幻想的なレターラックが描かれているが、これはおそらく失われているもう一点の板絵と対になっていた。この裏側の絵画は、古代以来最も初期の小規模なトロンプ・ルイユの絵画のようである。